# San Martino in Villafranca (Forlì)
San Martino in Villafranca è una frazione del comune italiano di Forlì, nella provincia di Forlì-Cesena, in Emilia-Romagna.
Si trova a 8 chilometri dal capoluogo comunale e si articola lungo la strada provinciale di Villafranca che corre parallela al fiume Montone, verso la provincia di Ravenna. 

## Storia
La frazione deve il nome all'antica chiesa di San Martino presente nella zona chiamata Villafranca in quanto esente da tassazione perché impegnata nella manutenzione del territorio, caratterizzato dalla cura degli argini del fiume Montone. La zona era in origine completamente paludosa e il corso del fiume molto irregolare.
La frazione viene nominata in legame alla chiesa in un documento del 1312, un lascito in favore della chiesa stessa, mentre compare poi successivamente perché è noto che il pittore Marco Palmezzano aveva un podere in queste zone.
Nell'Ottocento era presente una fornace da calce di proprietà di Francesco Bondi.
Nel 1921 era presente una biblioteca scolastica dedicata a Edmondo De Amicis, mentre nel 1931 era stata fondata una scuola elementare dedicata a Francesco Baracca, inaugurata alla presenza dei genitori dell'aviatore. 
San Martino in Villafranca ha subito gravi danni durante la Seconda guerra mondiale, sia in termini di tributo umano, sia per la distruzione della chiesa: l'attuale infatti è stata ricostruita negli anni '50 del Novecento.
Nel 2013 è sorto il mini-villaggio di Case Franche, un insieme di villette a schiera, un piccolo condominio e un edificio comune sorti all'interno del parco pubblico, che si propone di ricreare l'atmosfera di un borgo con ecosostenibilità e legame con il territorio. Dal 2021 forma con Villafranca il quartiere Villafranca-San Martino.

## Monumenti e luoghi d'interesse

### Chiesa di San Martino in Villafranca
L'edificio più importante è la Chiesa di San Martino in Villafranca. La chiesa, che aveva origini antiche, ma era stata rielaborata fra Settecento e Ottocento, viene distrutta durante la Seconda Guerra Mondiale. La chiesa attuale è frutto di una ricostruzione operata negli anni '50 del Novecento.

### Monumento ai caduti
Di fronte alla chiesa è presente un monumento ai caduti di forma triangolare.

## Economia
La zona è caratterizzata da una forte presenza agricola, con un'importante produzione di noci. Dal 2012 in luglio si tiene una festa dedicata alla pesca romagnola, prodotto d'eccellenza del territorio.